# Johanna av Bar
Johanna av Bar, död 1361, var en fransk adelskvinna. Hon var regent i grevedömet Bar som förmyndare för sin brorsons son Robert I av Bar 1353-1356. 
Hon gifte sig 1306 med den engelska adelsmannen John de Warenne, 7th Earl of Surrey. Hon separerade från sin make senast 1313. Hon levde vid det engelska hovet, där hon var personlig vän till drottningen, Isabella av Frankrike, som var regent 1327-1331. 
1345 erbjöd Filip VI av Frankrike henne att bli regent i grevedömet Bar som förmyndare för sin brorsons son Edvard II. Bar var ett vasallrike under franska kungen. Edvards mor Yolande av Flandern protesterade dock och begärde framgångsrikt att själv bli regent för sin son. Edvard avled 1352, och efterträddes av sin bror Robert I. Johan II av Frankrike. När Yolande år 1352 tänkte gifta sig med Johans fiende greve Philippe de Longueville, genomdrev Johan II att Yolande avsattes som regent och ersattes med Johanna, som kunde tillträda 1353. Hon regerade sedan i tre år. 
När Johan II tillfångatogs av engelsmännen 1356 förlorade Johanna hans stöd, och avsattes som regent av Yolande, som återtog makten. Johanna återvände till det engelska hovet, där Johan II levde som fånge. De uppges ha haft ett kärleksförhållande under denna tid.  